# سكوت ميريك
سكوت ميريك (بالإنجليزية: Scott Merrick)‏ هو سياسي أمريكي، ولد في 1985. حزبياً، نشط في الحزب الديمقراطي.